# Île des Ebihens
Die Île des Ebihens (auch Île des Hébihens) ist eine kleine Insel vor der Küste der Bretagne in Frankreich. Sie gehört zur Gemeinde Saint-Jacut-de-la-Mer im Département Côtes-d’Armor.

## Geschichte
Die Insel trug im Laufe der Jahrhunderte verschiedene Namen. Im 9. Jahrhundert wurde sie als Inisbican bezeichnet, 1408 als l’Isle Bihan. Der heutige Name Ebihens (im Plural) bezieht sich auf die gesamte Inselgruppe. Der bretonische Name Enez Bihan bedeutet „kleine Insel“.
Forscher des Ce.R.A.A. (Centre Régional d’Archéologie d’Alet) haben die Überreste einer alten Curiosoliten-Siedlung entdeckt, darunter mit Muschelschalen gravierte Tongefäße. Außerdem wurden Spuren von Salzsiedeöfen und zahlreiche Fischereigeräte im Wattenmeer gefunden.
Die Insel hatte zeitweise eine militärische Funktion. Neben dem Verteidigungsturm gab es noch einen als „Batterie“ bezeichneten Bereich. In Friedenszeiten wurde der Turm von Zöllnern bewacht, die für die Überwachung der Häfen zuständig waren.
Ursprünglich gehörte die Insel dem Kloster Saint-Jacut. Im Zuge der Französischen Revolution wurde sie am 29. April 1791 als Nationalgut an Jean-Georges Michel, Kapitän und Kaufmann aus Saint-Malo, verkauft. Einige Jahre später, um 1794, erwarb Pierre-Henry Gautier-Duparc, Marineoffizier und Hydrograph aus Saint-Malo, die Insel.
Die erste dokumentierte dauerhafte Besiedlung der Insel begann kurz nach 1802, als Renée Touzé, genannt „Mère Collet“, und ihr Ehemann Jean-François Collet sich als Pächter auf der Insel niederließen. Nach dem Tod von „Mère Collet“ im Jahre 1875 übernahmen 1882 Jean-Baptiste Rouault und seine Frau Marie Juhel die Pacht. Der erste Kataster der Insel aus dem Jahr 1827 verzeichnet verschiedene Landnutzungen, darunter Ackerland, Gärten und Weideland. Um 1867 wurden die militärischen Anlagen aufgegeben und die entsprechenden Flächen wieder landwirtschaftlich genutzt.

## Bauwerke
- Port de la chapelle an der Südküste, bereits 1756 als guter Ankerplatz für Schiffe erwähnt
- Port Lançon, 1832 neben einer Batterie erwähnt
- Tour des Hébihens, ursprünglich ein Verteidigungsturm mit fünf Kanonenscharten. Wurde 1650 vorübergehend als Leuchtturm genutzt, bevor der Leuchtturm von Fréhel errichtet wurde.
- eine Kapelle, die heute als Ruine erhalten ist
- vier Häuser mit Nebengebäuden, darunter ein Brotbackofen aus dem 12. Jahrhundert
- ehemaliges Zöllnerhaus